# Гельмут Єсерер
Гельмут Єсерер (нім. Helmut Jeserer; 30 листопада 1914, Мюнхен — 9 лютого 2017) — німецький офіцер, гауптман вермахту, оберст-лейтенант бундесверу. Кавалер Лицарського хреста Залізного хреста.
З 1 квітня 1956 по 31 березня 1971 року служив у бундесвері.

## Нагороди
- Залізний хрест 2-го і 1-го класу
- Штурмовий піхотний знак в сріблі
- Медаль «За зимову кампанію на Сході 1941/42»
- Нагрудний знак «За поранення» в сріблі
- Нагрудний знак ближнього бою в бронзі
- Лицарський хрест Залізного хреста (30 квітня 1945)